# Trung tâm hành chính tỉnh Lâm Đồng
Trung tâm hành chính tỉnh Lâm Đồng là một tòa nhà hành chính tại Lâm Đồng, là nơi đặt các cơ quan hành chính, đảng ủy cấp tỉnh và trực thuộc của tỉnh Lâm Đồng, Việt Nam.

## Xây dựng
Trung tâm hành chính tỉnh Lâm Đồng được xây dựng trên khu đất vốn là cung thiếu nhi (đã được di chuyển sang địa điểm khác), do Tổng công ty xây dựng số 1 thực hiện. Trong quá trình xây dựng, công trình đã nhận được nhiều chỉ trích từ dư luận do được xây dựng trên tuyến đường trung tâm có nhiều nhà hàng, khách sạn, trường học nên không thể giảm tải giao thông cho khu vực.
Trung tâm này được trao giải Công trình quốc gia năm 2014 ở hạng mục Công trình công cộng.